# Геноцид
Геноцид (гр. genos — род, народ — и лат. accidere — убити), међународни злочин намерног, потпуног или делимичног уништавања националних, етничких, расних и религијских група. Спада у најтежу врсту злочина против човечанства (в. нирнбершка пресуда). Термин је измислио Рафел Лемкин, правник пољског порекла који је био саветник Министарств рата САД у току Другог светког рата.
Термин Геноцид усвојен је на заседању Генералне скупштине УН (1946). За разлику од етничког чишћења, где је циљ да се дата територија „очисти“ од одређене групе људи (нагласак је на протеривању, мада је обично заступљено и физичко уништење), код геноцида је циљ физичко истребљење.
Можда најпознатији геноцида су холокауст или геноцид над Јерменима . За српски народ, најтрагичнији је био истовремени геноцид над Србима на територији Независне државе Хрватске.
Историја познаје много примера узајамног истребљивања завађених родова и племена у доба првобитне заједнице до најновијих времена, али се они не могу сматрати геноцидом. Овај појам почиње се употребљавати и постаје актуелан у 20. веку. Мотиви за вршење геноцида су жеља за пљачком и поробљивањем, расна национална и верска мржња и предрасуде. Било је хуманитарних схватања која су осуђивала такве злочине, и извесних прописа о њиховом кажњавању у унутрашњем законодавству неких цивилизованих земаља, као и филантропских акција у корист жртава геноцида Међународно ратно право (нпр. IV Хашка конвенција из 1907) штитило је, донекле, цивилно становништво од масовних убистава и злостављања за време рата, али до скоро није било ни одговарајуће дефиниције геноцида ни међународноправних прописа за његово спречавање и кажњавање. Концепције о томе сазревале су између два светска рата, заједно са концепцијом о међународноправној заштити националних мањина. Непосредни повод за савремено међународноправно регулисање геноцида дали су чудовишни злочини фашистичких држава, нарочито нацистичке Немачке, пре и за време Другог светског рата, масовним истребљењем српског и других словенских народа, Јевреја, Рома и других. Статути међународних војних судова у Нирнбергу (Нурнберг) и у Токију, обухватају неке битне елементе Геноцида., а оптужница главних тужилаца у Нирнбергу усваја и сам термин.
Резолуција бр. 96 Генералне скупштине ОУН од 02. XII 1946. осудила је геноцид као међународни злочин, позвала државне чланице да у свом законодавству донесу одговарајуће прописе против њега и да организују међународну сарадњу за његово сузбијање. Ставила је у задатак Економско – социјалном савету ОУН да изради нацрт међународне Конвенције о спречавању и кажњавању злочина Геноцида После припремних радњи од две године, Конвенција је једногласно примљена Резолуцијом Генералне скупштине ОУН децембра 1948. У њој се Г. осуђује као дело извршено у намери да се у целости или делимично уништи нека национална, етничка, расна или религијска група (убиство чланова групе;тешка повреда њиховог физичког или друштвеног интегритета; намерно подвргавање животним условима који су срачунати на потпуно или делимично физичко уништење; мере за спречавање порођаја унутрашње групе; принудно одвајање деце из групе). Дефиниција обухвата само најтеже видове тзв. Физичког или биолошког геноцида, који су фашисти највише примењивали.
Геноцид постоји без обзира на број жртава, ако су ова дела извршена у намери уништења припадника одређених група. По клаузулама Конвенције казниће се сви извршиоци, саучесници и подстрекачи, као и покушаји и удруживања ради вршења геноцида. Државе уговорнице дужне су да предузму законодавно мере за примену Конвенције, нарочито прописивањем ефикасних кривичних санкција. Кривцима ће судити надлежни судови државе на чијој су територији геноцидна дела извршена или међународни кривични суд. Државе уговорнице могу позвати надлежне органе ОУН да и са своје стране предузму мере за спречавање и сузбијање геноцида. Неспоразуми око тумачења и примене Конвенције изнеће се, на захтев једне од страна у спору пред међународни суд правде.
Конвенција представља значајан напредак у развоју међународног кривичног права човека и права мањина. Она потврђује међународноправну одговорност криваца, без обзира на њихову одговорност по унутрашњем праву, а истовремено јача и међународни субјективитет личности. Ипак, садржи и низ слабости и недостатака, који су резултат неизбежних компромиса, без којих се, под датим условима, не би до ње могло ни доћи. Конвенцијом, није обухваћен тзв. културни геноцид (денационализација, уништавање језика и вере), као ни физичко уништавање припадника политичких група. У погледу колонијалних и других несамоуправних територија, државама уговорницама остављено је, мање – више, на вољу да ли ће се у њима примењивати конвенција (што је посебном резолуцијом само препоручено).
И СФРЈ се заузимала за међународно дефинисање геноцида и за што обухватнију Конвенцију за спречавање и кажњавање свих његових видова, и међу првима је ратификовала без резерви (1950). У кривични законик унела је све што је у Конвенцији битно, с тим да је казна за геноцидна дела строги затвор од најмање 5 година или смртна казна. Конвенцији је приступио велики број држава, али она још није постала универзална. Неке државе су је ратификовале што знатно умањује њену стварну обавезност и дејство. Иако је конвенција важан међународни инструмент за сузбијање геноцида, она је само једна од потребних мера у борби против њега. Коначни нестанак злочина геноцида зависиће првенствено од уклањања друштвених услова из којих се, најчешће, рађао и рат као средство за решавање међународних спорова.

## Степени у развоју геноцида и напори да се он предупреди
Према др Грегорију Стентону, председнику Џеносајд Воча (Genocide Watch), геноцид се развија у осам етапа:
1. Разврставање (класификација): људи се деле на „ми“ и „они“. „Главна превентива у овом раном стадијуму јесте развијање универзалних институција које превазилазе... поделе."
2. Означавање (симболизација): „Скупа са мржњом, члановима прокажених група (парија) могу противно њиховој вољи бити наметнута обележја (симболи)... У циљу борбе против обележавања, симболи мржње могу бити законски забрањени... као и говор мржње."
3. Обесчовечавање (дехуманизација): „Обесчовечавањем се превазилази нормална људска одбојност према убиству."
4. Организовање: „Геноцид је увек организован... Посебне војне, паравојне или милицијске јединице се често обучавају и наоружавају... Како би се супротставили овом стадијуму, чланство у оваквим милицијама мора бити забрањено законом."
5. Поларизовање: „Групе које стоје иза мржње емитују поларизујућу пропаганду... Превентива може значити заштиту безбедности умерених вођа или помоћ групама за људска права..."
6. Идентификовање: „Жртве се идентификују и издвајају због своје етничке или верске припадности... На овом ступњу, мора се јасно позвати на узбуну против геноцида..."
7. Истребљивање: „На овом ступњу, само хитна, брза и надмоћна оружана интервенција може зауставити геноцид. Морају бити успостављене стварне сигурне зоне или коридори за евакуацију избеглица са тешко наоружаном међународном заштитом."
8. Порицање: „Починиоци... поричу да су починили икакав злочин... Одговор на порицање јесте казна изречена пред међународним трибуналом или државним судовима."

### Чланци
- Christopher R. Browning, "The Two Different Ways of Looking at Nazi Murder" (review of Philippe Sands, East West Street: On the Origins of "Genocide" and "Crimes Against Humanity", Knopf, 425 pp., $32.50; and Christian Gerlach, The Extermination of the European Jews, Cambridge University Press, 508 pp., The New York Review of Books, vol. LXIII, no. 18 (24 November 2016), pp. 56–58. Discusses Hersch Lauterpacht's legal concept of "crimes against humanity", contrasted with Rafael Lemkin's legal concept of "genocide". All genocides are crimes against humanity, but not all crimes against humanity are genocides; genocides require a higher standard of proof, as they entail intent to destroy a particular group.
- The Genocide in Darfur is Not What It Seems Christian Science Monitor
- Suharto's Purge, Indonesia's Silence. Joshua Oppenheimer for The New York Times, 29 September 2015.
- (in Spanish) Aizenstatd, Najman Alexander. „Origen y Evolución del Concepto de Genocidio”. ISSN 1562-2576.. Vol. 25 Revista de Derecho de la Universidad Francisco Marroquín 11 (2007).
- „No Lessons Learned from the Holocaust? Assessing Risks of Genocide and Political Mass Murder since 1955” (PDF). American Political Science Review. 97 (1). фебруар 2003. Архивирано из оригинала (PDF) 2011-08-08. г.
- (in Spanish) Marco, Jorge. „Genocidio y Genocide Studies: Definiciones y debates", en: Aróstegui, Julio, Marco, Jorge y Gómez Bravo, Gutmaro (coord.): "De Genocidios, Holocaustos, Exterminios...”. Hispania Nova. 10. 2012. Спољашња веза у |title= (помоћ) . Véase
- What Really Happened in Rwanda? Christian Davenport and Allan C. Stam.
- Reyntjens, F (2004). „Rwanda, Ten Years On: From Genocide to Dictatorship.”. African Affairs. 103 (411): 177—210. doi:10.1093/afraf/adh045.
- Brysk, Alison (1994). „The Politics of Measurement: The Contested Count of the Disappeared in Argentina.”. Human Rights Quarterly. 16: 676—92. JSTOR 762564. doi:10.2307/762564.
- Davenport, C. and P. Ball (2002). „Views to a Kill: Exploring the Implications of Source Selection in the Case of Guatemalan State Terror, 1977–1996.”. Journal of Conflict Resolution. 46 (3): 427—450. doi:10.1177/0022002702046003005.
- Krain, M (1997). „State-Sponsored Mass Murder: A Study of the Onset and Severity of Genocides and Politicides.”. Journal of Conflict Resolution. 41 (3): 331—360. doi:10.1177/0022002797041003001.
- McCormick, Rob (2008). „The United States' Response to Genocide in the Independent State of Croatia, 1941–1945”. Genocide Studies and Prevention. 3 (1): 75—98.

### Књиге
- Andreopoulos, George J., ур. (1994). Genocide: Conceptual and Historical Dimensions. University of Pennsylvania Press. ISBN 978-0-8122-3249-3.
- Ball, P., P. Kobrak, and H. Spirer (1999). State Violence in Guatemala, 1960–1996: A Quantitative Reflection.. Washington, D.: American Association for the Advancement of Science.
- Bloxham, Donald & Moses, A. Dirk [editors]: The Oxford Handbook of Genocide Studies. [Interdisciplinary Contributions about Past & Present Genocides]. Oxford University Press. Bloxham, Donald; Dirk Moses, A. (2013). The Oxford Handbook of Genocide Studies (2nd изд.). OUP Oxford. ISBN 978-0-19-967791-7.
- Chalk, Frank; Jonassohn, Kurt (1990). The History and Sociology of Genocide: Analyses and Case Studies. Yale University Press. ISBN 978-0-300-04446-1.
- Charny, Israel W. (1999). Encyclopedia of Genocide. ABC-Clio Inc. ISBN 978-0-87436-928-1.
- Conversi, Daniele (2005). „Genocide, ethnic cleansing, and nationalism”.  Ур.: Delanty, Gerard; Kumar, Krishan. Handbook of Nations and Nationalism. 1. London: Sage Publications. стр. 319—33. ISBN 978-1-4129-0101-7.
- Corradi, Juan, Patricia Weiss Fagen, and Manuel Antonio Garreton,, ур. (1992). Fear at the Edge: State Terror and Resistance in Latin America. Berkeley: University of California Press.
- Elliot, G (1972). Twentieth Century Book of the Dead.. New York, C. Scribner.
- Esparza, Marcia; Henry R. Huttenbach; Daniel Feierstein, ур. (2011). State Violence and Genocide in Latin America: The Cold War Years (Critical Terrorism Studies). Routledge. ISBN 978-0-415-66457-8.
- Gellately, Robert; Kiernan, Ben (јул 2003). The Specter of Genocide: Mass Murder in Historical Perspective. Cambridge University Press. ISBN 978-0-521-52750-7.
- Goldhagen, Daniel (2009). Worse Than War: Genocide, Eliminationism, and the Ongoing Assault on Humanity. PublicAffairs. стр. 672. ISBN 978-1-58648-769-0.
- Harff, Barbara (август 2003). Early Warning of Communal Conflict and Genocide: Linking Empirical Research to International Responses. Westview Press. ISBN 978-0-8133-9840-2.
- Hochschild, Adam (1998). King Leopold's Ghost: A Story of Greed, Terror, and Heroism in Colonial Africa. Houghton Mifflin Harcourt. ISBN 978-0-395-75924-0.
- Horowitz, Irving (2001). Taking Lives: Genocide and State Power (5th изд.). Transaction Publishers. ISBN 978-0-7658-0094-7.
- Horvitz, Leslie Alan; Catherwood, Christopher (2011). Encyclopedia of War Crimes & Genocide (Hardcover). 2 (Revised изд.). New York: Facts on File. ISBN 978-0-8160-8083-0..  0-8160-8083-6.
- Jonassohn, Kurt; Björnson, Karin (1998). Genocide and Gross Human Rights Violations. Transaction Publishers. ISBN 978-1-56000-314-4.
- Jones, Adam (2010). Genocide: A Comprehensive Introduction. Routledge. ISBN 978-0-415-48619-4.
- Kelly, Michael J. (2005). Nowhere to Hide: Defeat of the Sovereign Immunity Defense for Crimes of Genocide & the Trials of Slobodan Milosevic and Saddam Hussein. Peter Lang. ISBN 978-0-8204-7835-7.
- Kiernan, Ben (2007). Blood and Soil: A World History of Genocide and Extermination from Sparta to Darfur. Yale University Press. ISBN 978-0-300-10098-3.
- Laban, Alexander (2002). Genocide: An Anthropological Reader. Blackwell Publishing. ISBN 978-0-631-22355-9.
- Lemarchand, René (1996). Burundi: Ethnic Conflict and Genocide. Cambridge University Press. ISBN 978-0-521-56623-0.
- Lemkin, Raphael (2008). Axis rule in occupied Europe : laws of occupation, analysis of government, proposals for redress. Clark, NJ: Lawbook Exchange. ISBN 978-1-58477-901-8.
- Levene, M. (2005). Genocide in the Age of the Nation State. New York, Palgrave Macmillan.
- MacKinnon, Catharine A. (2006). Are Women Human?: And Other International Dialogues. The Belknap Press of Harvard University Press. ISBN 978-0-674-02555-4.
- Lewy, Guenter (2012). Essays on Genocide and Humanitarian Intervention. University of Utah Press. ISBN 978-1-60781-168-8.
- Mamdani, M (2001). When Victims Become Killers: Colonialism, Nativism, and the Genocide in Rwanda. Princeton University Press.. Princeton, NJ,.
- Melvin, Jess (2018). The Army and the Indonesian Genocide: Mechanics of Mass Murder. Routledge. ISBN 978-1-138-57469-4.
- Power, Samantha (2003). "A Problem from Hell": America and the Age of Genocide. Harper Perennial. ISBN 978-0-06-054164-4.
- Rosenfeld, Gavriel D. (1999). „The Politics of Uniqueness: Reflections on the Recent Polemical Turn in Holocaust and Genocide Scholarship”. Holocaust and Genocide Studies. 13 (1): 28—61. doi:10.1093/hgs/13.1.28.
- Rotberg, Robert I.; Thomas G. Weiss (1996). From Massacres to Genocide: The Media, Public Policy, and Humanitarian Crises. Brookings Institution Press. ISBN 978-0-8157-7590-4.
- Rummel, R.J. (1994). Death by Government: Genocide and Mass Murder in the Twentieth Century. Transaction Publishers. ISBN 978-1-56000-927-6.
- Sagall, Sabby (2013). Final Solutions: Human Nature, Capitalism and Genocide. Pluto Press. стр. 309. ISBN 978-0-7453-2653-5.
- Sands, Philippe (2016). East West Street : on the origins of "Genocide" and "Crimes Against Humanity". New York: Alfred A. Knopf. ISBN 978-0-385-35071-6.
- Schabas, William A. (2009). Genocide in International Law: The Crime of Crimes (second изд.). Cambridge University Press. ISBN 978-0-521-71900-1.
- Schabas, William A. (2016). Cambridge Companion to International Criminal Law. Cambridge University Press. ISBN 978-1-107-05233-8.
- Schmid, A.P. Repression, State Terrorism, and Genocide: Conceptual Clarifications. State Organized Terror: The Case of Violent Internal Repression. P.T. Bushnell. Boulder, Colo.: Westview Press. 312 p. 1991.
- Shaw, Martin (2007). What is Genocide?. Cambridge: Polity Press. ISBN 978-0-7456-3182-0.
- Staub, Ervin (1989). The roots of evil: The origins of genocide and other group violence. New York: Cambridge University Press. ISBN 978-0-521-42214-7.
- Staub, Ervin (2011). Overcoming Evil: Genocide, violent conflict and terrorism. New York: Oxford University Press. ISBN 978-0-19-538204-4.
- Sunga, Lyal S. (1997). The Emerging System of International Criminal Law: Developments in Codification and Implementation. Kluwer. ISBN 978-90-411-0472-4.
- Sunga, Lyal S. (1992). Individual Responsibility in International Law for Serious Human Rights Violations. Springer. ISBN 978-0-7923-1453-0.
- Tams, Christian J.; Berster, Lars; Schiffbauer, Björn (2014). Convention on the Prevention and Punishment of the Crime of Genocide: A Commentary. Munich: C.H. Beck. ISBN 978-3-406-60317-4.
- Totten, Samuel; William S. Parsons; Israel W. Charny (2008). Century of Genocide: Critical Essays and Eyewitness Accounts (3rd изд.). Routledge. ISBN 978-0-415-99085-1.
- Valentino, Benjamin A. (2004). Final Solutions: Mass Killing and Genocide in the 20th Century. Cornell University Press]. ISBN 978-0-8014-3965-0.
- Van den Berghe, P.L (1990). State Violence and Ethnicity. Niwot, CO: University of Colorado Press.
- Weitz, Eric D. (2003). A Century of Genocide: Utopias of Race and Nation. Princeton University Press. стр. 360. ISBN 978-0-691-12271-7.
- de Zayas, Alfred (2010). The Genocide Agaionst the Armenians 1915-1923. Haigazian University Press. ISBN 978-9953-475-15-8.
- Schabas, William A. (2006). Preventing Genocide and Mass Killing: The Challenge for the United Nations (PDF). London: Minority Rights Group International. ISBN 978-1-904584-37-7. Архивирано из оригинала (PDF) 3. 7. 2007. г.
- Supplementary Report of the National Inquiry into Missing and Murdered Indigenous Women and Girls (PDF). Ottawa: Government of Canada. 2019.